# Birrwil
Birrwil é uma comuna da Suíça, no Cantão Argóvia, com cerca de 952 habitantes. Estende-se por uma área de 5,53 km², de densidade populacional de 172 hab/km². Confina com as seguintes comunas: Beinwil am See, Boniswil, Leutwil, Meisterschwanden, Reinach, Seengen, Zetzwil.
A língua oficial nesta comuna é o Alemão.